# Lijst van begraafplaatsen met oorlogsgraven van de Commonwealth War Graves Commission in Frankrijk
In de onderstaande lijst van begraafplaatsen staan alle Franse begraafplaatsen met oorlogsgraven onder de verantwoordelijkheid van de Commonwealth War Graves Commission.